# Huis Progoni
Het huis Progoni (Albanees: Shtëpia e Progonëve) was een Albanese adellijke familie dat in 1190 het vorstendom Arbër stichtte onder leiding van stamvader Progon. Het was daarmee de eerste Albanese staat in de geschiedenis. Na de heerschappij van Progon volgden zijn zoons Gjin en Dhimitër hem op als prins van Albanië. Vanaf 1216 werd het vorstendom geregeerd door andere Albanese edelen, wat de val van het huis Progoni betekende.

## Geschiedenis

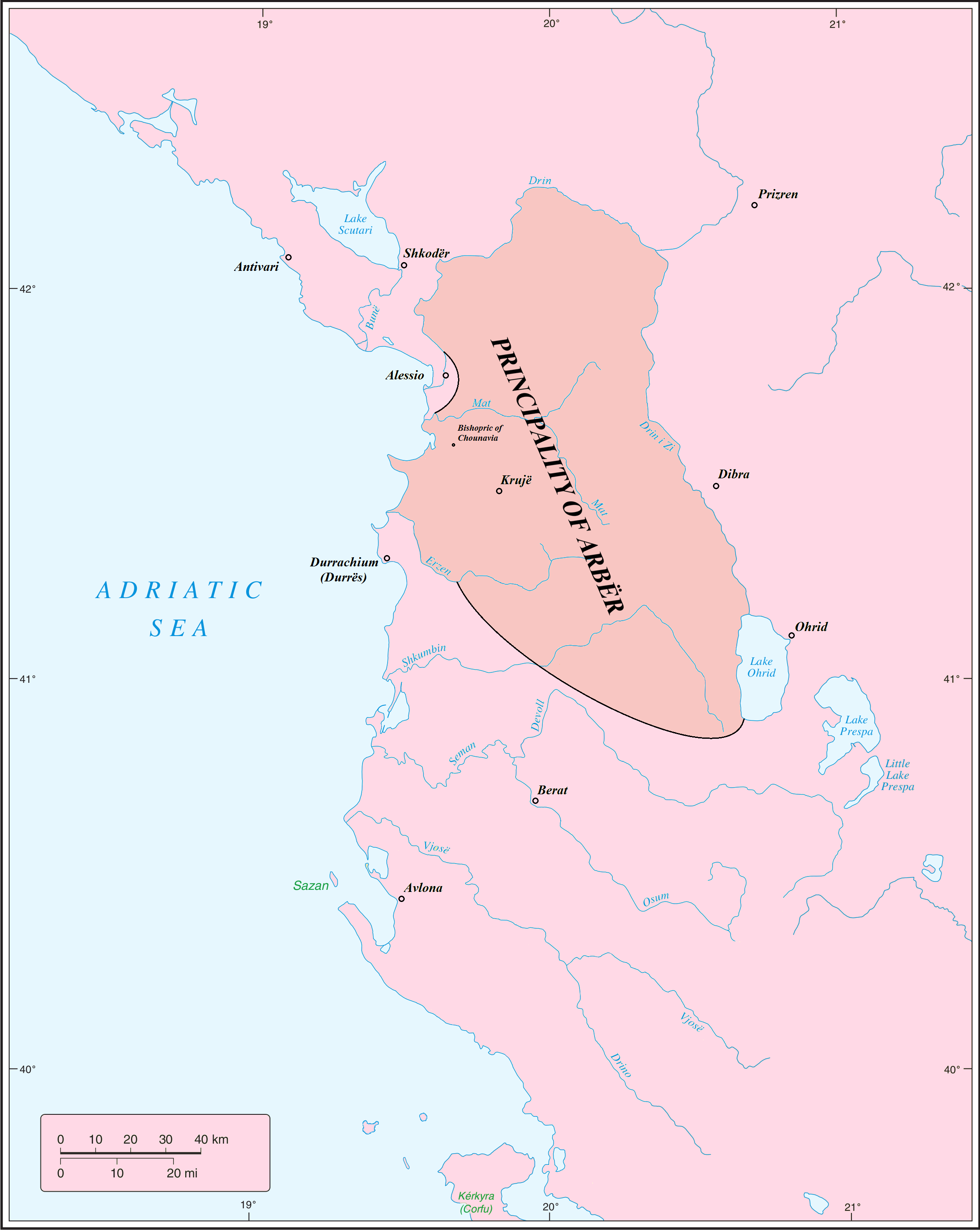
Het vorstendom Arbër onder heerschappij van Progoni.

Stamvader Progon stichtte het vorstendom in Krujë tijdens de heerschappij van het Byzantijnse Rijk. Progon kreeg autonomie van de Byzantijnen, waarna zijn zoons Gjin Progoni en later Dhimitër Progoni zijn heerschappij opvolgden. De dynastie gebruikte de titel Prins van Arbanon om zich te manifesteren en werd zodanig erkent door andere omliggende rijken. Wat in de omgeving Krujë begon als een autonoom vorstendom wist gedurende de latere heersers Gjin en vooral Dhimitër steeds meer territoriale gebieden te overheersen, voornamelijk het zuiden van het huidige Albanië en het huidige Epirus. Na de dood van Dhimiter stopte de heerschappij van de Progoni dynastie. De laatste heersers van het vorstendom Arbër waren Grigor Kamona en Golem van Albanië. In de 13e eeuw werd het vorstendom weer geannexeerd door het Byzantijnse Rijk. De eerstvolgende Albanese staat zou in 1272 weer gesticht worden door Karel I van Napels met behulp van Albanese edelen onder de naam Koninkrijk Albanië. Hierna, in 1368, werd Albanië weer volledig geregeerd door de Albanese adel. Karl Thopia, van de succesvolle Thopia dynastie, stichtte het Prinsdom Albanië waarna zijn nageslacht zijn heerschappij opvolgden.

## Heerserslijst
- Progon (1190-1198)
- Gjin Progoni (1198-1208)
- Dhimitër Progoni (1208-1216)

## Stamboom
- Stamvader Progon
  - Gjin Progoni ⚭ ?

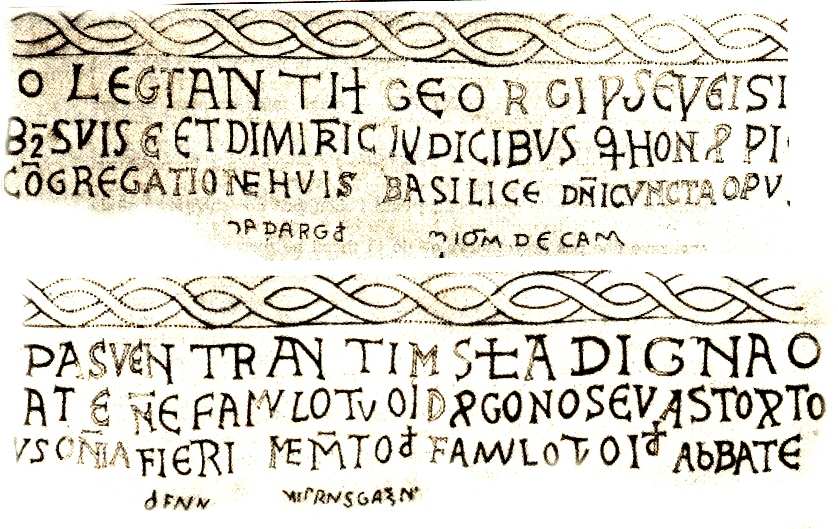
Inscriptie met de namen van Progon en zijn zoons Gjin en Dhimitër

  - Dhimitër ⚭ Komnena Nemanjić - na dood Dhimitër trouwde Komnena met Albanese vorst Grigor Kamona.